# دنیس سادووئی
دنیس سادووئی (اوکراینی: Денис Садовий؛ زادهٔ ۳۱ اوت ۱۹۹۵) بازیکن فوتبال اهل اوکراین است.